# Otto Frölicher
Pour les articles homonymes, voir Frölicher.
Otto Viktor Frölicher, né le 5 juin 1840 à Soleure et mort le 2 novembre 1890 à Munich, est un peintre suisse de l'époque post-romantique. Ses œuvres reflètent son appartenance au mouvement « Paysage intime (de) ».

## Biographie

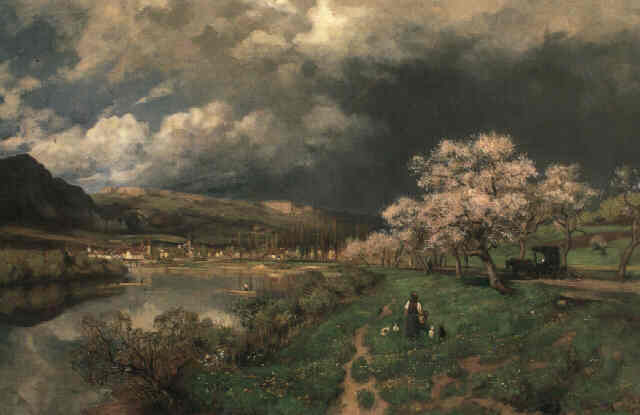
Vue sur Soleure

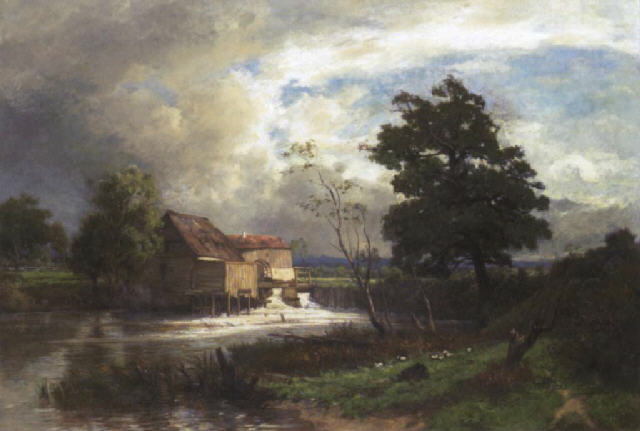
Le Moulin près du cours d'eau

Frölicher (parfois orthographié Fröhlicher) était issu du milieu bourgeois de la région de Soleure. Il vécut également à Olten. Son père Josef Frölicher fut membre du Conseil d'État entre 1849 et 1856. Dès son plus jeune âge, Frölicher montra ses aptitudes au dessin et en octobre 1859, il se rendit à Munich où il suivit des cours prodigués par Johann Gottfried Steffan (de), un spécialiste des paysages. En 1863, il se déplaça à Düsseldorf où il rencontra Oswald Achenbach. Il avait par la suite essayé de s'établir dans son canton natal mais préféra retourner à Munich en 1868. Il s'inscrivit à l'école d'Adolf Heinrich Lier et à l'automne 1876, il déménagea à Paris sur les recommandations de Liers. Sa période parisienne ne fut toutefois que de courte durée, la vie citadine ne lui convenant guère. Il retourna à Munich en 1877 où il s'installa définitivement. Il donna des cours à différents peintres, dont Hermann Hunziker et Otto Gampert. À l'âge de trente-neuf ans, il fut atteint de diphtérie. Cette maladie lui laissa des séquelles, et un cancer le poursuivit durant les onze dernières années de sa vie. Il mourut à Munich en 1890 à l'âge de cinquante ans.
Frölicher était membre du groupe d'artistes Kassandra et de la société artistique Association d'artistes Allotria (de) de Munich. Il fut plusieurs fois membre du jury pour les expositions au Glaspalast, et siégea au sein de l'association de soutien helvétique à Munich.

## Œuvres

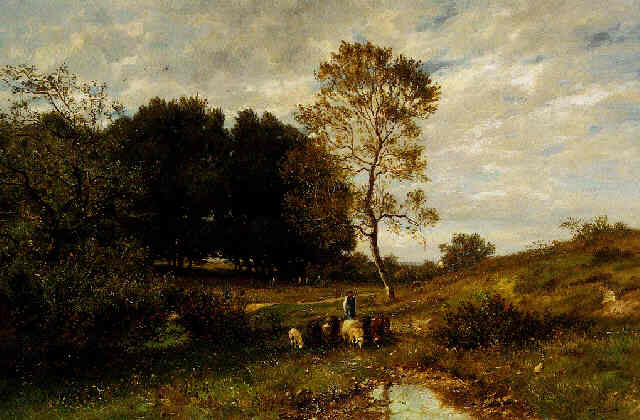
Paysage avec des arbres et des moutons paissant

Frölicher fut aux côtés d'Adolf Stähli, l'un des peintres alémaniques emblématiques du mouvement « Paysage intime ». Contrairement à l'école française qui privilégiait les paysages sereins, Frölicher préférait les ambiances plus lugubres.
Ses peintures sont visibles dans les musées suivants :
- Kunstmuseum de Berne
- Kunstmuseum de Soleure
- Kunsthaus de Zurich
- Neue Pinakothek à Munich

## Littérature
- Roswitha Hohl-Schild: Otto Frölicher. Ein Schweizer Maler des 19. Jahrhunderts auf der Suche nach seiner Landschaft., Université de Zurich, 1987.
- Hermann Uhde-Bernays: Otto Frölicher. Sein Leben und Werk. Biographie. Schwabe, Bâle 1922.
- Gottfried Wälchli: Otto Frölicher 1840-1890. Biographie. Gassmann, Soleure 1950.